# Joaquim Falcó
Joaquim Falcó(Manresa, 15 de desembre de 1958) és un pintor manresà de projecció internacional convertit en un dels artistes més internacionals de la capital del Bages. Deixeble d'Estanislau Vilajosana, ha exposat a ciutats com París, Nova York, Madrid i Osaka. La seva obra ha estat identificada amb el pop art, tot i que la seva tècnica és molt diferent, ja que és més dinàmica feta amb esquitxades i regalims. També hi ha a les pintures de Joaquim Falcó una vessant més expressionista on el protagonisme el té la taca i la pintura aigualida.

## Inicis professionals
Als nou anys va començar els seus estudis en pintura a l'Acadèmia d'art del pintor manresà Estanislau Vilajosana. Als 18 anys decideix anar a Madrid a estudiar a l'Escola Tècnica Superior d'Arquitectura, però al cap de poc temps decideix que la seva veritable vocació és la pintura.
Perseguint la seva vocació, Falcó torna cap a Manresa on comença a entrar en contacte amb el Cercle Artístic de la ciutat.
L'any 1979 participa en una exposició col·lectiva de pintors a la Sala d'art i Llibreria Xipell de Manresa. Compagina la feina en un banc amb la producció pictòrica fins a l'any 1987, quan la galeria Express de Madrid organitza exposicions de les seves obres a França. Gràcies a l'èxit d'aquestes exposicions, aconsegueix dos contractes amb dues galeries que li permetran dedicar-se exclusivament a la pintura.

## Exposicions[7]
- 1981 – Sala d´Art Xipell, Manresa.
- 1982 – Galeria 491, Barcelona.
- 1985 – Galeria Seny, Barcelona. Galeria Lleonart, Barcelona.
- 1987 – Passages Centre d´Art Contemporain. Troyes, França. Musée Chateau-Fort. Sedán, França.
- 1988 – Bel Air, Barcelona. Galeria Sergio Sánchez, Manresa.
- 1989 – Bianca Pilat. Milano, Itàlia. Diagonal Art, Barcelona. Galeria Tertre. Mataró, Espanya
- 1990 – Passages Centre d´Art Contemporain. Troyes, França.Fundació Caixa de Manresa, Manresa. Galeria El 16, Olot.
- 1991 – Galeria Arteara, Madrid. Bianca Pilat. Milà, Itàlia. Galeria Giulia. Roma, Itàlia.
- 1993 – Símbol Galeria, Manresa, Barcelona.
- 1995 – Galeria Vayreda, Olot.
- 1996 – Sala d´Art Xipell, Manresa. Galeria Magda Baixeras, Barcelona. Galeria Real 79, Almería. Sociedad General de Autores, Madrid. Galeria Rovira, Sabadell.
- 1997 – Sala d´Art Xipell, Manresa. Galeria Bianca Pilat Arte Contemporanea. Milà, Itàlia.
- 1998 – Sala d´Art Xipell, Manresa. Espai Miquel Gaspar, Barcelona. Sala Caja Madrid, Barcelona.
- 1999 – Bianca Pilat Contemporary Art. Chicago, Estats Units.
- 2000 – Raffaella Silbernagl Arte Contemporanea. Varese, Itàlia.
- 2001 – Sala d'Art Xipell, Manresa.
- 2002 – Galeria de Arte Pilares, Cuenca.Galeria Iris, Barcelona. Galeria Siglo XXI, Castellón.
- 2003 – Galeria Catalonia, Barcelona. Galeria Al Vent, Barcelona. Galeria Espacio Tres, Málaga.VIII Feria Internacional de Osaka. (Artista convidat). Japó.Galeria Magi Arte, Feria de Bolonya. Itàlia.
- 2004 – Galeria Villanueva. Art-Expo. New York.U.S.A. Galeria Annia. Feria Arcale. Salamanca. Galeria Eduma. Linares.Galeria Catalonia. Barcelona. Galeria Punto de Encuentro. Lanzarote. Illes Canàries. Galeria Rua X d'Art. Manresa.
- 2005 – Palacio de Congresos y Exposiciones. Madrid. Palacio Isolani. Bolonya. Itàlia. Galeria Lecrin. Granada. Palacio La Salina. Diputació de Salamanca. Salamanca
- Santa Marina di Salina. Itàlia. Castell de Cardona. Cardona. Barcelona.
- Museo de Arte de Caguas. Puerto Rico. Galeria La Casa del Arte. San Juan. Puerto Rico.
- 2006 – Galeria Alisea. Bolonia. Itàlia. Galeria Jorge Ontiveros. Madrid. Galeria St’ART. Bolonya. Itàlia. eART Galeria. Comarruga.Tarragona. Canals galeria d'Art. Sant Cugat. Barcelona. Galeria D'ARTS Patrick Cabrera. Valencia. 2007 Galeria Espai Cavallers. Lleida. ALINKA Arte Contemporaneo. Santo Domingo. República Dominicana. Galeria PIV ARTE. Bolonya. Itàlia. Museu de la Mediterrània. Torroella de Montgrí. Girona. eART Galeria. Calafell. Tarragona. TolArt Galeria. Madrid.
- 2008 – Vernissage Art Galeria. Castelldefels. Barcelona. Galeria Geraldes da Silva. Oporto. Portugal. Palacio Montcada. Fraga. Osca. Tauromaquia. Palacio de Congresos y Exposiciones. Zaragoza. Vernice Art. Forli. Itàlia. Göteborgs Konstmässa. Göteborgs. Suècia. ArtZ. Zaragoza 2009 “MANS”. La Pedrera. Barcelona Galeria Àngels Cortina. Barcelona
- 2010 – Cità Alta Art Gallery. Bergamo. Itàlia. Galeria PivArte. Bologna. Itàlia
- 2011 – Cità Alta Art Gallery. Bergamo. Itàlia
- 2012 – Galleria PivArte. Bologna. Itàlia
- 2013 – Galeria Artetrece. Madrid. “FALCÓ, la pintura com a lluita”. Centre Cultural el Casino. Manresa. Barcelona

## Producció bibliogràfica
- Joaquim Falcó : obres selectes : = opere scelte = select works (2008)
- Joaquim Falcó : la pintura com a lluita : [catàleg de l'exposició] (2012)
- Catherine Coleman. Falcó : el color de la vida. Zaragoza : Aneto, 2002